# 인천연화초등학교
인천연화초등학교는 대한민국 인천광역시 연수구에 있는 공립 초등학교이다.

## 학교 연혁
- 1994년 11월 14일: 인천연화국민학교 설립 인가
- 1995년 3월 1일: 인천연화국민학교 개교(29학급)
- 1995년 11월 10일: 급식소 1동 준공
- 1996년 3월 1일: 인천연화초등학교로 교명 개명
- 2011년 3월 1일: 특수학급 신설
- 2014년 9월 1일: 제 9대 조성택 교장 부임
- 2015년 2월 3일: 제 20회 졸업식(졸업생 127명)
- 2015년 3월 1일: 남자 395명, 여자 398명 총 793명 (34학급 편성)

## 참고 자료
- 인천연화초등학교 - 한국교육학술정보원 학교알리미